# 古吉野村
古吉野村（こよしのそん）は、岡山県勝田郡にあった村。
現在の勝田郡勝央町石生、河原、下町川に当たる。

## 沿革
- 1889年6月1日 - 町村制施行に伴い、勝北郡石生村、河原村、下町川村が合併し、古吉野村となる。大字石生に役場を置く。
- 1900年4月1日 - 勝北郡が勝南郡と合併し、勝田郡となる。
- 1954年3月31日 - 勝田郡勝間田町、植月村、高取村および吉野村の内、大字豊久田の杉原地区以外と合併、勝央町となる。

## 地名の読み方
- 石生（いしゅう）
- 河原（かわら）
- 下町川（しもまちがわ）

## 現在の様子

### 郵便番号
- 709-4301 勝田郡勝央町下町川
- 709-4302 勝田郡勝央町河原
- 709-4307 勝田郡勝央町石生

709-430Xの残りの番号は吉野村を参照。

### 教育

#### 保育園
- 勝央町立古吉野保育所

#### 小学校
- 勝央町立古吉野小学校（2008年閉校）

### 交通

#### 鉄道
旧村内を走る鉄道およびその駅なし

#### 道路

##### 高速道路
旧村内を走る高速道路なし

##### 国道
- 国道429号

##### 県道
- 主要地方道

旧村内を走る主要地方道なし
- 一般県道
  - 岡山県道353号石生奈義線

### 河川・山岳

#### 河川
- 滝川
- 岩倉川

### 寺院・神社

#### 神社
- 諏訪神社